# Ulf Ekman
Ulf Gunnar Ekman, nacido el 8 de diciembre de 1950 en Gotemburgo, es un escritor sueco y ex pastor y sacerdote evangélico. Como sacerdote, trabajó en la Iglesia de Suecia (1979-1983) y, como pastor, fundó y fue líder de la iglesia evangélica-carismática Livets Ord en Uppsala (1983-2013).
En 2014, junto con su esposa, dejó Livets Ord para unirse a la Iglesia católica romana.

## Biografía
Ekman nació como hijo de Gunnar Ekman y Märta Ekman. Es padre de Jonathan Ekman, director ejecutivo de la fundación Livets Ord, y sobrino nieto del Consejo Nacional de Patrimonio de Suecia Martin Olsson. Ulf Ekman es licenciado en teología y licenciado en filosofía tras estudiar etnografía, historia y teología en la Universidad de Uppsala durante la década de 1970. Además, posee dos doctorados honorarios de la Indiana Christian University y la Oral Roberts University. Ekman inicialmente fue solo políticamente activo, pero experimentó una conversión religiosa unos días antes de graduarse en 1970.

## Iglesia de Suecia
Después de sus estudios en Uppsala, fue ordenado sacerdote en 1979 en la Iglesia de Suecia y comenzó a trabajar como capellán universitario en Uppsala. Permaneció en la Iglesia de Suecia hasta 1983.

## Livets Ord
Ya durante sus estudios a principios de la década de 1970, frecuentaba y se inspiraba en la iglesia bautista Korskyrkan en Uppsala. Tras su ordenación en la Iglesia de Suecia, realizó un año de formación adicional en la escuela bíblica del predicador Kenneth Hagin, Rhema Bible Training Center, en Tulsa, Oklahoma, Estados Unidos. De vuelta en Suecia, comenzó a impartir estudios bíblicos en la Södermalmskyrkan en Estocolmo, parte del movimiento pentecostal sueco.
En 1983, dejó su cargo en la Iglesia de Suecia para fundar la iglesia evangélica-carismática Livets Ord en Uppsala.
Ekman fue pastor y líder de la iglesia hasta su jubilación, con la excepción de algunos años a principios de la década de 2000, cuando vivió en Jerusalén con su esposa Birgitta Ekman.
También enseñó en la escuela bíblica de Livets Ord, en el Seminario Teológico de Livets Ord (LOTS) y apareció en conferencias en todo el mundo. Además, fue invitado a predicar en otras denominaciones, incluyendo la Iglesia de Suecia en 2006, 25 años después de haberla dejado. Como figura principal dentro del Movimiento de Fe, escribió numerosos libros sobre la fe cristiana, varios de los cuales han sido traducidos al inglés, ruso y otros idiomas nórdicos. Ulf Ekman también fue presentador del programa Another Day Of Victory, que se emitió en GOD TV, y del programa de entrevistas "ulfekman.nu", que se emitió en Kanal 10 y a través de la web de Livets Ord.
En 2013, Ulf Ekman se jubiló y en 2014 dejó Livets Ord para unirse, junto con su esposa Birgitta, a la Iglesia católica romana.

## Iglesia Católica Romana
Después de su jubilación en 2013, Ekman anunció en un artículo de DN Debatt el 9 de marzo de 2014 que él y su esposa dejaban Livets Ord para convertirse al catolicismo. El anuncio en los medios de comunicación se produjo unos días después de que, en un servicio dominical en Livets Ord el 3 de marzo de 2014, Ekman informara que, después de 30 años como fundador y pastor de la iglesia, la dejaría para unirse a la Iglesia Católica en mayo de 2014. Como razón, afirmó en un artículo de opinión en Dagens Nyheter que él y su esposa "empezaron a darse cuenta de que la autenticidad y plenitud de esta Iglesia y su expresión concreta a lo largo de la historia se encuentran en la Iglesia Católica. Esta comprensión surgió a través de una comprensión más profunda de la dimensión sacramental de la Iglesia y su adhesión a una autoridad auténtica que puede decidir y guiar tanto en cuestiones doctrinales como morales".
El anuncio fue muy comentado y recibió críticas, tanto por el perfil anterior de Ekman como líder evangélico agresivo (especialmente en los primeros años de la organización) con declaraciones muy hostiles contra la Iglesia Católica Romana, calificándola de anticristiana y corrupta, como por haber decidido convertirse después de haber terminado una carrera de 30 años como pastor evangélico. Ekman enfatizó que la decisión había madurado durante mucho tiempo y estaba respaldada por muchos de los miembros de la organización, y que la división era personal y, en gran medida, una resolución de prejuicios de larga data sobre la teología, exégesis y ritual católicos, a los cuales se fue acercando gradualmente y sintiendo simpatía. Motivó la decisión final como un deseo de contribuir a la unidad cristiana y como respuesta a un ultimátum de "entrar en el agua", ya sea como Jonás en el Antiguo Testamento (que huyó de la voluntad de Dios y fue arrojado al mar contra su voluntad) o como Pedro (que caminó sobre el Mar de Galilea por invitación de Jesús) en el Nuevo Testamento, y que la decisión fue dictada por el Espíritu Santo.

### Libros
- "Den stora upptäckten: vår väg till Katolska kyrkan" (El gran descubrimiento: nuestro camino hacia la Iglesia Católica), 2015 (junto con Birgitta Ekman) ISBN 9789185608508
- "Memoarer - de första stegen" (Memorias - los primeros pasos), 2011, ISBN 978-91-7866-7703
- "Lovsång - I Himlen och på jorden" (Alabanza - En el cielo y en la tierra), 2010, ISBN 978-91-7866-7383
- "Helig eld och levande stenar" (Fuego sagrado y piedras vivas), 2009, ISBN 978-91-7866-7161
- "Andliga rötter" (Raíces espirituales), 2009, ISBN 978-91-7866-708-6
- "Pastor Ulf. Samtal med Ulf Ekman" (Pastor Ulf. Conversaciones con Ulf Ekman), 2008 (Libro de entrevistas de Siewert Öholm) ISBN 91-7055-381-5
- "En helig kallelse" (Una llamada sagrada), 2007, ISBN 91-7866-668-6 (eng. 2007)
- "Tag och ät" (Toma y come), 2005, ISBN 91-7866-631-7
- "Älskade, hatade Israel" (Israel amado, Israel odiado), 2004, ISBN 91-7866-574-4 (eng. 2004, no 2004)
- "Grunden för vår tro" (La base de nuestra fe), 2003, ISBN 978-91-7866-5303
- "En andlig ledare" (Un líder espiritual), 2003, ISBN 91-7866-532-9 (ry. 2003, eng. 2005)
- "Dagen då Gud sökte mig" (El día en que Dios me buscó), 2003, ISBN 91-7866-533-7
- "Jesus", 2002, ISBN 91-7866-507-8 (no. 2003, ry. 2004)
- "Skapad för att lyckas" (Creado para tener éxito), 2000, ISBN 91-7866-406-3, (ry. 2001, no. 2002)
- "Det kreativa sinnet" (La mente creativa), 1999, ISBN 91-7866-399-7 (ry. 2000, eng. 2001, no. 2001)
- "I found my destiny. The story of Ulf Ekman and Word of Life, Sweden" (Encontré mi destino. La historia de Ulf Ekman y Palabra de Vida, Suecia), 1999, ISBN 91-7866-394-6
- "Bön som skakar nationen" (Oración que sacude la nación), 1997, ISBN 91-7866-377-6 (no. 1997, eng. 1998)
- "Denna välsignade press! historien om Livets ord" (¡Esta prensa bendita! La historia de Palabra de Vida), 1996, 2004, ISBN 91-7866-359-8
- "Smörjelse - manifestationer av den helige Ande" (La unción - manifestaciones del Espíritu Santo), 1996, ISBN 91-7866-348-2 (no. 1996, ry. 2001, eng. 2002)

- "Doktriner. Den kristna trons grundvalar" (Doctrinas. Los fundamentos de la fe cristiana), 1995, ISBN 91-7866-341-5 (no. 1995, eng. 1996, ry. 1996, 2002)

- "Herren är en stridsman. En handledning i andlig strid för varje troende" (El Señor es un guerrero. Una guía de combate espiritual para cada creyente), 1995, ISBN 91-7866-288-5 (ry. 1997, eng. 2000)
- "Hur du förlöser din kapacitet i Gud" (Cómo liberar tu capacidad en Dios), 1994, 2000, ISBN 91-7866-305-9 (no. 1995, ry. 1996, eng. 2002)
- "Vägen ut ur Sodom och Gomorra" (El camino fuera de Sodoma y Gomorra), 1993, ISBN 91-972086-0-4 (no. 1993)
- "Aposteln. Vägröjare och grundläggare" (El apóstol. Pionero y fundador), 1993, ISBN 91-7866-280-X (ry. 1998, eng. 1995)
- "Den levande Gudens församling" (La asamblea del Dios viviente), 1993, ISBN 91-7866-265-6 (eng. 1994, no. 1995)
- "Frimurerordenen: Hemmelig brorskap & okkult religion" (con Ruben Agnarsson y Vebjørn Selbekk) ISBN 82-91311-01-3
- "Judarna - framtidens folk" (Los judíos - el pueblo del futuro), 1992, 3.ª ed. 1995, ISBN 91-7866-210-9 (no. 1992, 1998, eng. 1993, 3.ª ed. 2000, sp. 1995, isl. 1997, ry. 2004)
- "Den profetiska tjänsten" (El ministerio profético), 1990, 1993, ISBN 91-7866-146-3 (eng. 1993, ry. 1995)
- "Ekonomisk frihet" (Libertad económica), 1989, 3.ª ed. 1995, ISBN 91-7866-134-X (eng. 1990, 4.ª ed. 2000, fi. 1992, ry. 1993, no. 2005)
- "Starta kristna skolor! En rapport från Livets ords kristna skola" (con Maj-Kristin Nilsson, Hans Gabre y otros) ISBN 91-7866-109-9
- "Gud, staten och individen" (Dios, el estado y el individuo), 1988, ISBN 91-7866-070-X (no. 1989, eng. 1990, ry. 1990, 4.ª ed. 1995)
- "Auktoriteten i namnet Jesus" (La autoridad en el nombre de Jesús), 1987, 1993 ISBN 91-7866-058-0 (no. 1988, ry. 1990, eng. 1993, rt. 1994)
- "Tro som övervinner världen" (Fe que vence al mundo), 1985, 6.ª ed. 2004, ISBN 91-7866-016-5 (eng. 6.ª ed. 2000, ty. 1993, ry. 1990, 4.ª ed. 2004, no. 1986, 2001, fi. 1985, isl. 1988)

Antologías
- "För en tid som denna. Samlade ledare" (Para un tiempo como este. Líderes reunidos), 2002, ISBN 91-7866-479-9
- "Allt förmår den som tror. Samlade predikningar" (Todo lo puede el que cree. Sermones reunidos), 2001, ISBN 91-7866-408-X (eng. 2002, ry. 2003)
- "Dag efter dag bär han oss" (Día tras día nos lleva), 2000, 4.ª ed. 2007, ISBN 91-7866-420-9 (no. 2000, eng. 2001)
- "Ett liv i seger. Antologi" (Una vida de victoria. Antología), 1990, 4.ª ed. 1994, ISBN 91-7866-169-2 (eng. 1991, 3.ª ed. 2000, ry. 1993, ty. 1994)

### Folleto
- "Välsignad eller girig? Om hur jag kan leva i välsignelse fri från ekonomisk fruktan och mammonstillbedjan" (Bendecido o avaro? Sobre cómo vivir en bendición libre del miedo económico y la adoración a Mamón), 2007, ISBN 978-91-7866-683-6
- "Cerkovʹ živogo Boga" (La iglesia del Dios vivo), 2004 (polaco)
- "The origin purpose and application of the Bible" (El origen, propósito y aplicación de la Biblia), 2005
- "Bön som förändrar" (Oración que cambia), 2003, ISBN 91-7866-524-5
- "Intet av det som Gud har gjort är utan värde" (Nada de lo que Dios ha hecho carece de valor), 2003, ISBN 91-7866-519-9
- "From Luther to Jesus" (De Lutero a Jesús), 2003
- "Fångarnas Barn" (Hijos de los prisioneros), 2001, ISBN 91-7866-490-7
- "Höger hand" (Mano derecha), 2001, ISBN 91-7866-489-3
- "Eis topos eukletés kai megethos" (A un lugar de gloria y grandeza), 2000
- "Starta kristna skolor! En rapport från Livets ords kristna skola" (¡Inicien escuelas cristianas! Un informe de la escuela cristiana de Palabra de Vida), 1991, ISBN 91-7866-109-9